# Rodrigo de Melo
Rodrigo de Melo (1468-Évora, 17 de agosto de 1545), también llamado Rodrigo de Portugal, fue un noble portugués, miembro de la Dinastía de Braganza. Fue el I conde de Tentúgal por decreto de Manuel I de Portugal de 1504, y por decreto de 1533 de Juan III de Portugal, marqués de Ferreira de Aves. Fue también señor de Alvaiázere por merced de su tío, el rey Manuel I, así como alcalde mayor de Olivenza.

## Familia
Primogénito de Álvaro de Braganza, señor de Tentúgal, Póvoa, Buarcos y Cadaval, y Felipa de Melo-Villena y Meneses y nieto del duque Fernando I de Braganza.
Antes de su primer matrimonio, se había concertado su enlace con María de Portocarrero, hija de Pedro Portocarrero, VIII señor de Moguer. Este matrimonio no se efectuó y en 1510 o 1511 contrajo primeras nupcias con Leonor de Almeida y Pereira (m. 1525), hija del primer virrey de la India Francisco de Almeida y viuda de Francisco de Mendoça, alcalde mayor de Mourão, con quien había tenido dos hijos. Se casó en segundas nupcias, con Beatriz de Meneses y Almada (m. 10 de abril de 1585), hija de Antonio de Almada, capitán mayor del reino de Portugal.
De su primer matrimonio tuvo a:
- Francisco de Melo casado en 1549 con Eugenia (m. 1590), hija de Jaime I de Braganza y de su segunda esposa, Joanna de Mendonça.[3] De este matrimonio nacerá Nuno Álvares Pereira de Melo, III conde de Tentúgal.

Con su segunda esposa tuvo a:
- Álvaro de Melo, clérigo;
- Maria de Melo (n. c. 1540), casada con Constantino de Braganza, VII virrey de la India.

También tuvo otro hijo, Rodrigo de Melo, que falleció durante la Batalla de Alcazarquivir. Este había viajado a la batalla junto con dos de sus hermanos por ofrecimiento de su padre al rey Sebastián quien le pidió dinero prestado para la campaña, pero a falta de recursos ofreció enviarlos a ellos en compañía del rey.